# 체스넛 작전
체스넛 작전(Operation Chestnut)은 1943년 7월 12일 시칠리아에서 일어난 제2차 세계 대전의 이탈리아 전역의 영국군의 작전이다.
영국군은 각각 10명으로 구성된 2개 조를 편성하고 이들에게 "핑크"(Pink), "브리그"(Brig)라는 암호를 부여했다. 낙하산을 탄 영국군 대원들은 1943년 7월 12일 밤에 시칠리아 북부로 진격하면서 시칠리아의 교통, 통신 시설 등을 파괴했지만 이탈리아군에게 포로로 잡히고 만다.

## 같이 보기
- 제2차 세계 대전